# 苏丹后查丽苏菲亚歌剧院
苏丹查丽苏菲雅歌剧院是马来西亚柔佛州新山市的一座歌剧院。该建筑以苏丹依布拉欣·依斯迈的妻子，苏丹后的名字拉惹·查丽·苏菲亚（Raja Zarith Sofiah）命名。

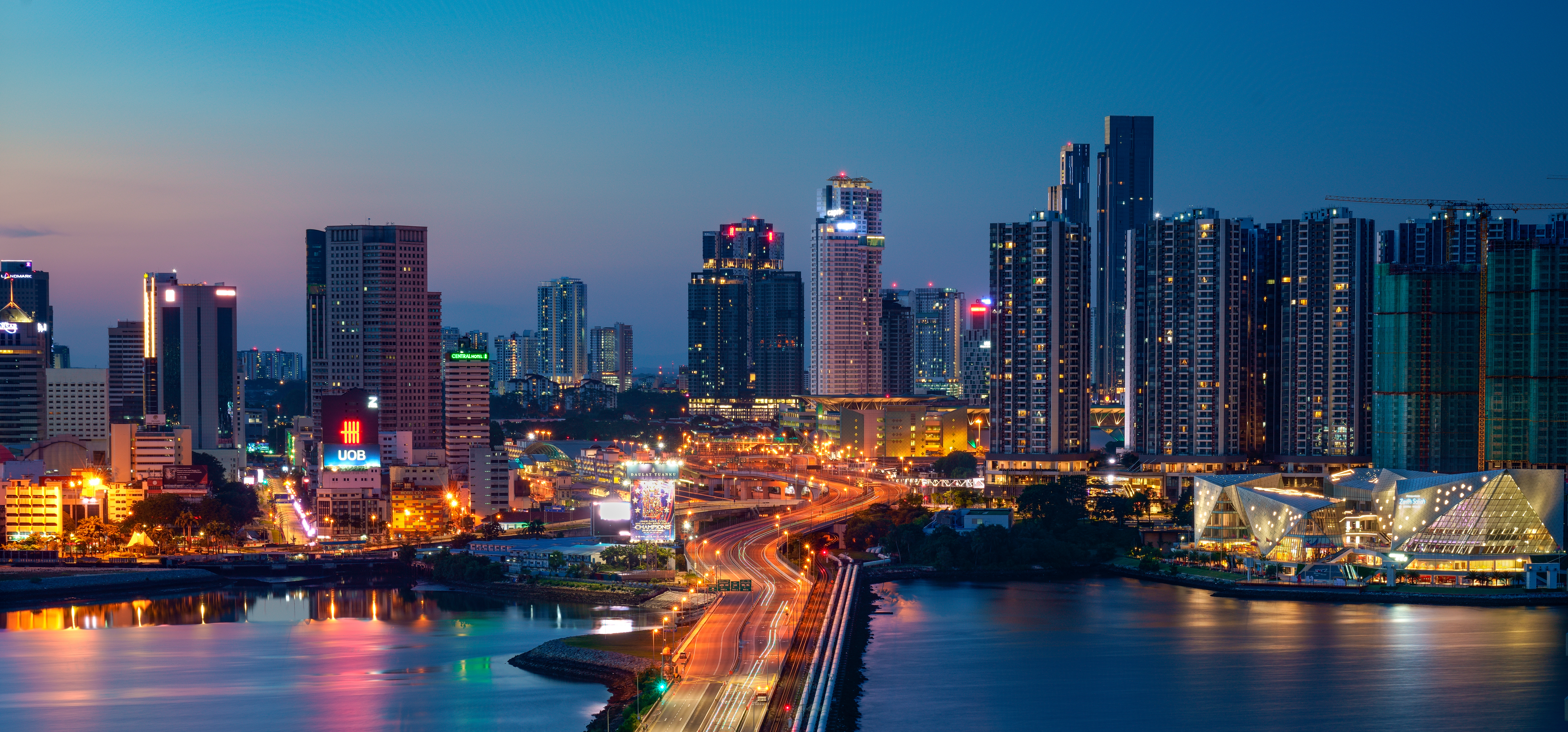
右侧为苏丹后查丽苏菲亚歌剧院

该剧院由苏丹依布拉欣·依斯迈和苏丹后及其子嗣、州务大臣、州务秘书与州政府行长共同创立。

## 建筑

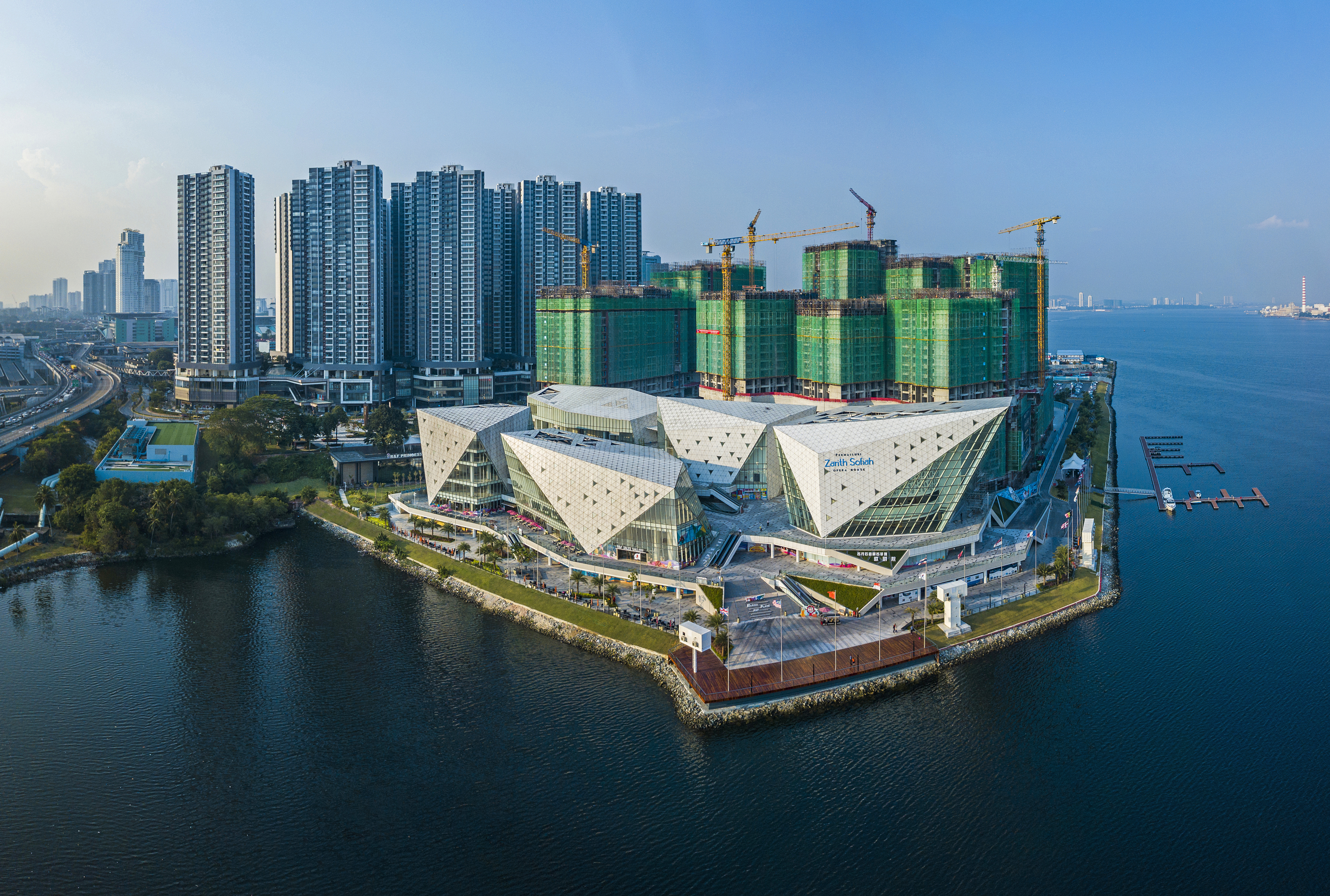
苏丹查丽苏菲雅歌剧院

该歌剧院约7,725m²，大厅内可容纳约500名观众。
该建筑旨在容纳各种类型的高级艺术和文化表演，如音乐剧、管弦乐队和芭蕾舞等。